# Konkathedrale von Logroño

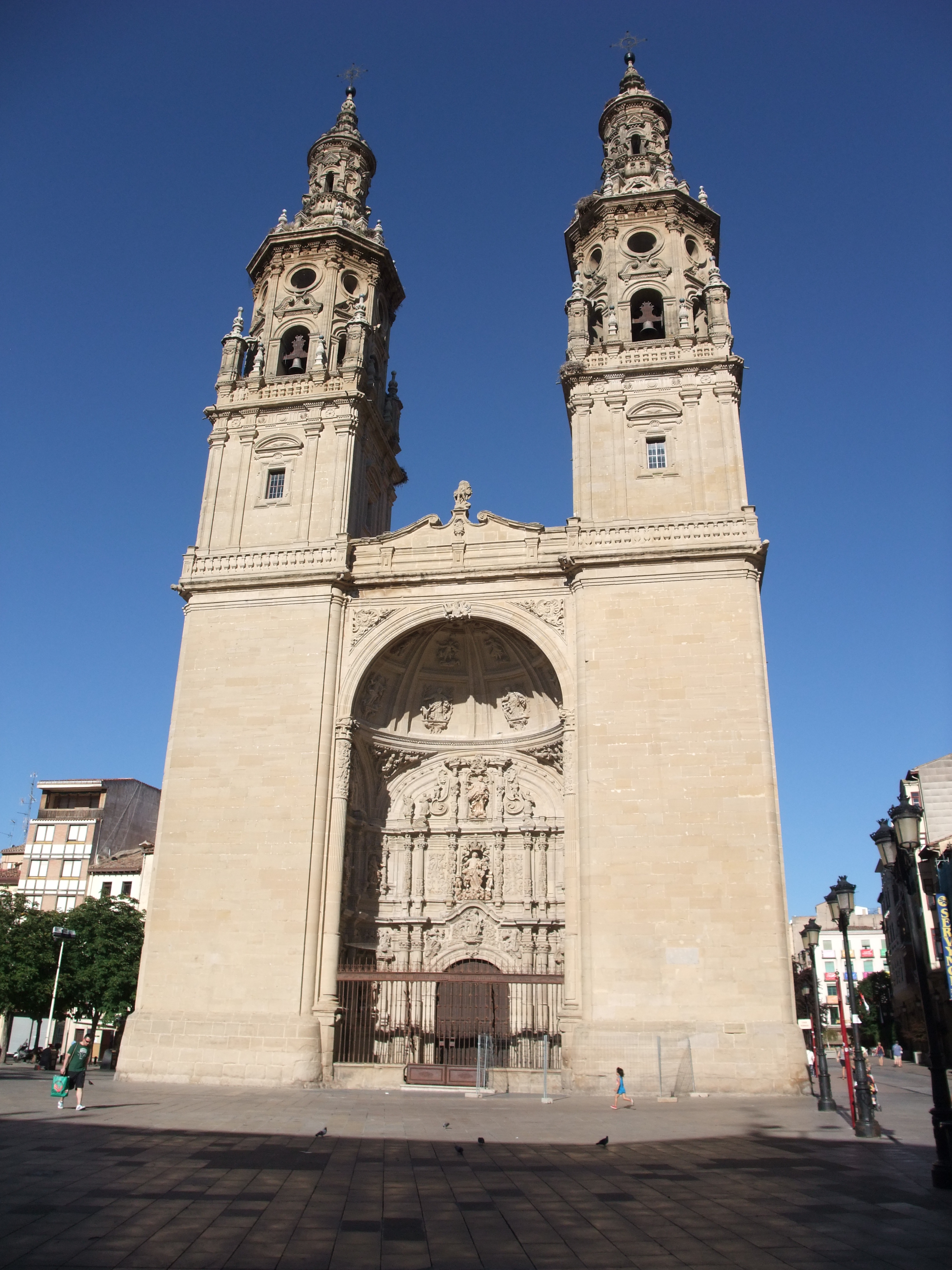
Konkathedrale von Logroño

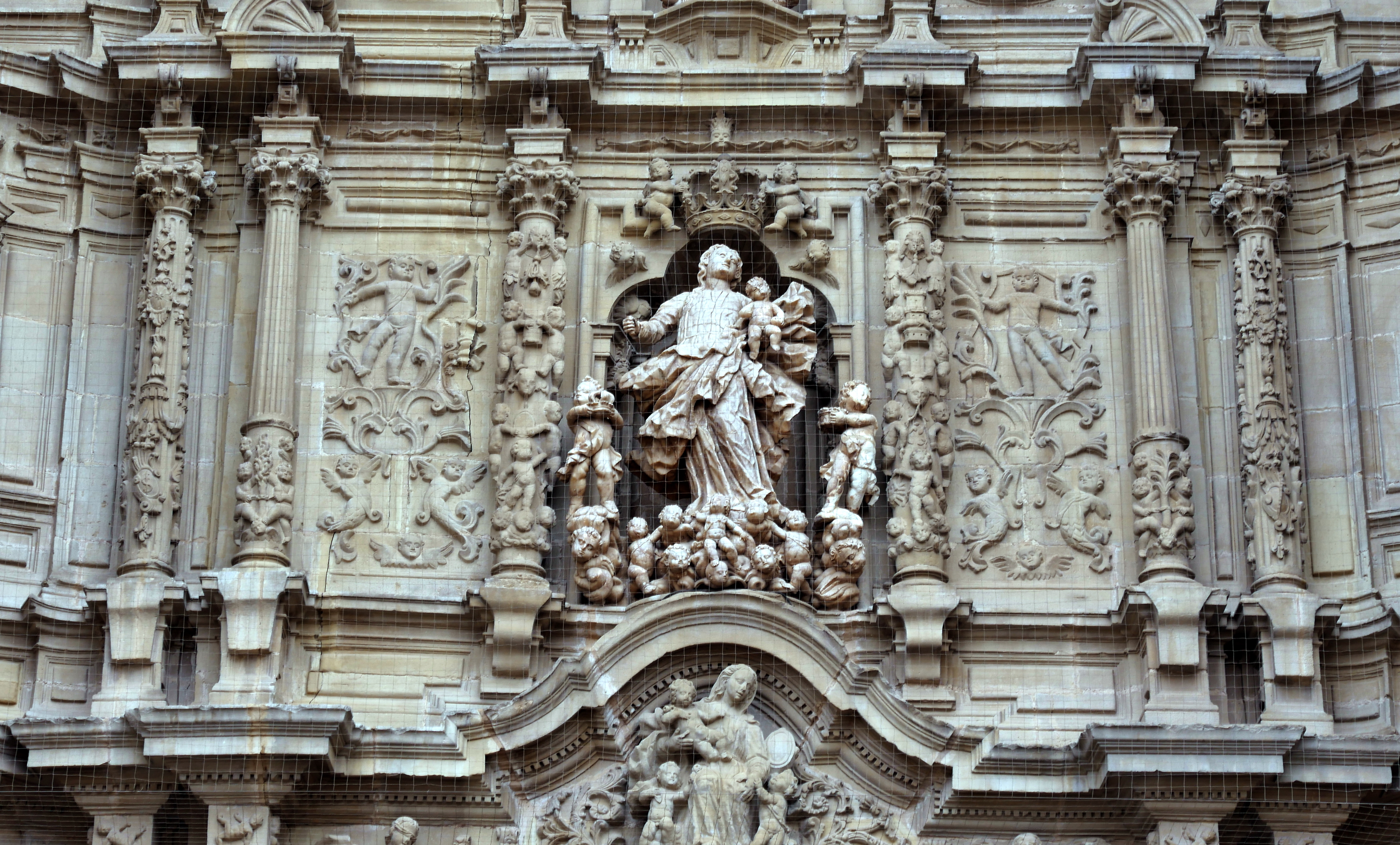
Detail der Portalzone

Die der Gottesmutter Maria geweihte Kathedrale Santa María de la Redonda ist eine Kirche in der Stadt Logroño in der Autonomen Gemeinschaft und Provinz La Rioja im Norden Spaniens. Neben der Kathedrale von Calahorra und der Kathedrale von Santo Domingo de la Calzada ist sie eine von drei Bischofskirchen der Diözese Calahorra y La Calzada-Logroño. Als Teil des nordspanischen Jakobswegs (Camino Francés) gehört sie seit 1993 zum UNESCO-Welterbe.

## Geschichte

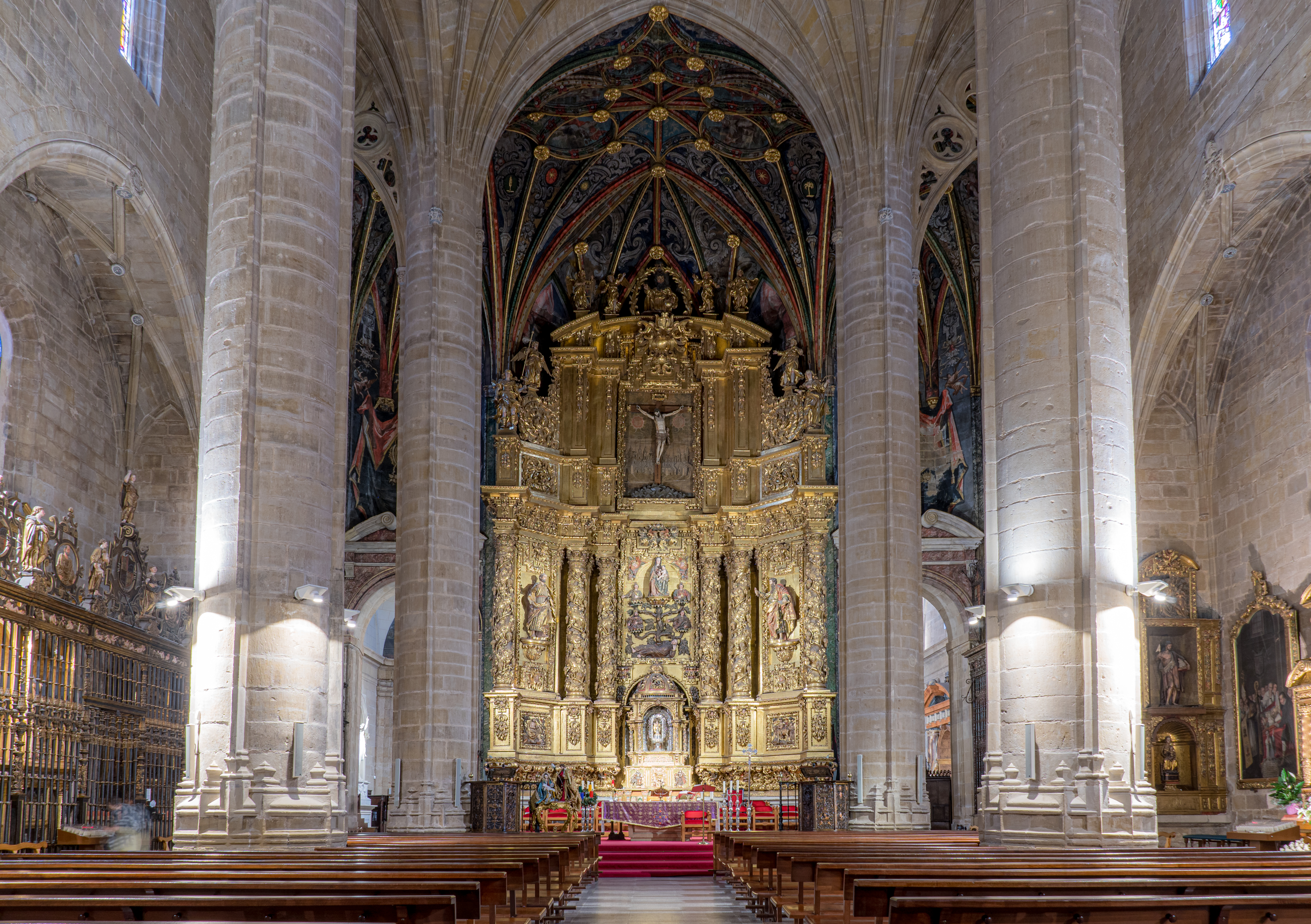
Hauptaltar

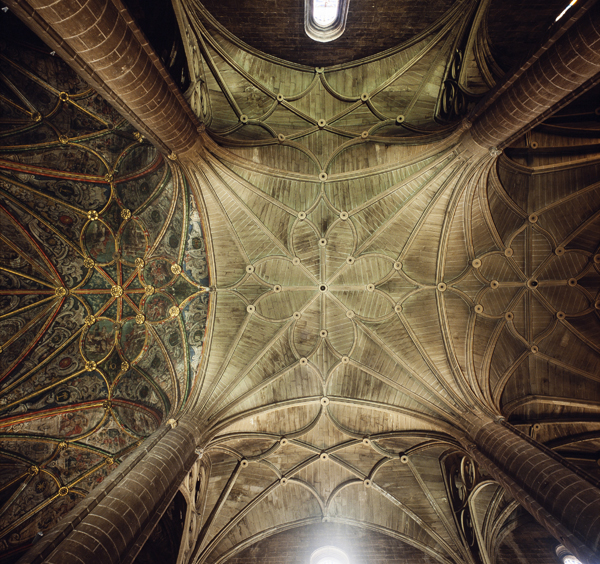
Netzgewölbe der Vierung

Seit dem 10. Jahrhundert querte der Jakobsweg in Logroño den Ebro. Es entstand eine Siedlung, die 1431 zur Stadt erklärt wurde. Vier Jahre später wurde ein Stift gegründet, das dem nahegelegenen Kloster San Martín de Albelda angegliedert war. Es bekam Santa María de la Redonda, eine aus der Romanik stammende Kirche zugewiesen, damals ein rundes oder polygonales Gebäude (daher der Name Redonda, „die Runde“). Die älteste erhaltene Erwähnung dieser Kirche stammt aus dem 12. Jahrhundert.
Zwischen 1516 und 1598 wurde eine neue Kirche in spätgotischem Stil erbaut; diese wurde im 17. Jahrhundert im Osten durch die Christus-Kapelle erweitert. Im 18. Jahrhundert wurde der Chor auf das Niveau des Hauptschiffes abgesenkt und in den Jahren 1742 bis 1759 die Doppelturmfassade errichtet.
Im Jahr 1959 wurde die Stiftskirche zur Konkathedrale erklärt, die sich den Rang mit den historischen Kathedralen von Calahorra (15. Jahrhundert) und Santo Domingo de La Calzada (11. Jahrhundert) teilt.

## Architektur
Die Fassade ist die bestimmende Seite des Gebäudes. Die Untergeschosse der beiden Glockentürme (campanarios) sind vollkommen schmucklos, der Querschnitt der oberen Teile ist zunächst quadratisch, dann achteckig; den Abschluss bilden Laternen mit rundem Grundriss. Der Haupteingang ist als überdimensionale Konche gestaltet.
Das dreischiffige Innere der knapp 20 m hohen Hallenkirche wird von hohen und breiten, aber nur wenig tiefenräumlichen Seitenkapellen begleitet. Hohe kapitelllose Säulen trennen Haupt- und Seitenschiffe. Ein komplexes spätgotisches Netzgewölbe, dessen zunächst fächerförmige Rippen aus den Säulen herauszuwachsen scheinen, deckt das Ganze.

## Ausstattung
- Der üppige und mit Blattgold verzierte Altarretabel stammt aus dem 18. Jahrhundert.
- Das Chorgestühl (sillería) wird Arnao de Bruselas († 1564) zugeschrieben.
- Die Orgel ist ein Werk des 17. Jahrhunderts.
- Ein kleines Ölgemälde, das im Gang hinter dem Hauptaltar hängt und einen Kalvarienberg darstellt, mit Christus, Maria, dem Apostel Johannes und Maria Magdalena, wird Michelangelo Buonarroti zugeschrieben, der es im Auftrag seiner Freundin Vittoria Colonna im Jahr 1540 gemalt haben soll.
- Sechs Tafelgemälde von Gillis Coignet († 1599) stellen den Heiligen Petrus, die Auferstehung Christi, Johannes den Täufer, die Verkündigung Mariens, die Epiphanie und die Himmelfahrt Marias dar; weitere drei zeigen verschiedene Szenen aus dem Leben des Heiligen Franz von Assisi.
- In der Kirche befindet sich das Grab des Generals und Politikers Baldomero Espartero († 1879).